# H (album d'Ayumi Hamasaki)
 (octobre 2021).
Pour les articles homonymes, voir H.
Singles de Ayumi Hamasaki
Free and Easy
(2002) Voyage
(2002)
H est le 27e single original de Ayumi Hamasaki sorti sous le label Avex Trax, en excluant ré-éditions, remixes, et son tout premier single sorti sous un autre label.

## Présentation
Le single sort le 24 juillet 2002 sous le label Avex Trax, produit par Max Matsuura. Il ne sort que trois mois après le précédent single de la chanteuse : Free and Easy. Il atteint la 1re place du classement de l'Oricon. Il se vend à 417 870 exemplaires la première semaine, et reste classé pendant 25 semaines, pour un total de 1 012 544 exemplaires vendus durant cette période. C'est le single le plus vendu au Japon en 2002, et le seul avoir dépassé le million de ventes cette année-là.
C'est un single "triple face A", contenant trois chansons principales et leurs versions instrumentales, H n'étant que le titre du disque, sur le modèle de son single A de 1999. Il sort d'abord en quatre éditions, avec des pochettes différentes : une régulière avec une pochette et un CD de couleur blancs, et trois limitées de couleurs rouge, bleue, ou verte, avec les mêmes titres dans le même ordre. Pour fêter le million de ventes, le single est ré-édité le 7 novembre 2002 en édition limitée dans un boitier digipack contenant les quatre couvertures interchangeables et un CD doré.
Aucun clip vidéo n'a été tourné pour le single. Ayumi Hamasaki a aussi écrit la musique des trois chansons, sous le pseudonyme Crea, en collaboration avec Dai Nagao, alias D・A・I. Elles
ont été utilisées comme thèmes musicaux : Hanabi pour une campagne publicitaire pour les téléphones portables TU-KA, July 1st pour une campagne pour la marque de cosmétiques Kosé Visée; et Independent pour une émission télévisée sportive. Elles figureront sur l'album Rainbow qui sortira en fin d'année, et dans des versions remixées sur quatre albums de remix de 2002 à 2003 : Cyber Trance presents ayu trance 2, RMX Works from Cyber Trance presents ayu Trance 3, RMX Works from ayu-mi-x 5 non stop mega mix, et RMX Works from Super Eurobeat presents ayu-ro mix 3'. La chanson Independent figurera sur les compilations A Best 2: White de 2007, de même que July 1st, et A Complete: All Singles de 2008, tandis que Hanabi figurera sur les compilations A Ballads de 2003 et A Best 2: Black de 2007.

## Liste des titres
Toutes les paroles sont écrites par Ayumi Hamasaki, toute la musique est composée par CREA & D・A・I.
| 1. | Independent (independent)                   | 4:56 |
| 2. | July 1st                                    | 4:22 |
| 3. | Hanabi (HANABI)                             | 4:56 |
| 4. | Independent (Instrumental) (independent...) | 4:56 |
| 5. | July 1st (Instrumental)                     | 4:22 |
| 6. | Hanabi (Instrumental) (HANABI...)           | 4:52 |